# Wilhelm Meyer (Industrieller)

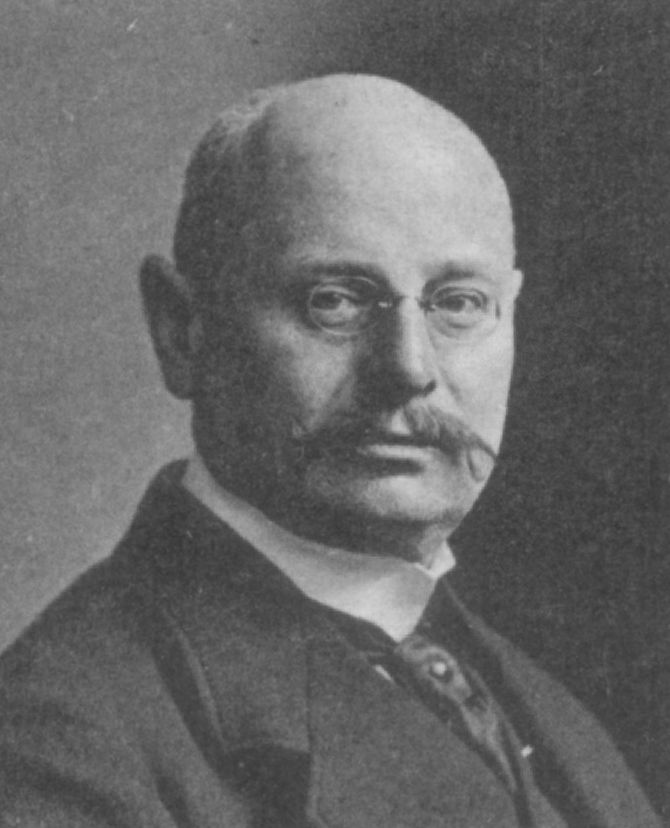
Wilhelm Meyer, MdR (1912)

Wilhelm Meyer (* 22. März 1867 in Celle; † 29. April 1929 in Hannover) war ein deutscher Jurist, Industrieller und nationalliberaler Reichstagsabgeordneter.

## Leben
Meyer war der Sohn des Unternehmers Gerhard Lucas Meyer. Er besuchte das Ernestinum Celle und das Kaiser-Wilhelm- und Ratsgymnasium Hannover. Nach dem Abitur begann er an der Ludwig-Maximilians-Universität München Rechtswissenschaft zu studieren. Im Dreikaiserjahr wurde er im Corps Franconia München recipiert. Nach dem Vorbereitungsdienst in der preußischen Justiz war er seit 1896 Gerichtsassessor und seit 1899 als Rechtsanwalt in Hannover zugelassen.
Seit 1909 war er bis zum Lebensende Vorsitzender des Vereins Deutscher Eisen- und Stahlindustrieller sowie Mitglied im Vorstand des Reichsverbandes der Deutschen Industrie. Als Nachfolger seines verstorbenen Vaters saß er zwischen 1917 und 1929 dem Aufsichtsrat des Peiner Walzwerks und der Ilseder Hütte vor.
Er gehörte dem Deutschen Reichstag als Mitglied der nationalliberalen Fraktion und als Abgeordneter des Wahlkreises Hannover 15 (Gifhorn – Peine) zwischen 1912 und 1918 an. Im Oktober 1928 rückte er für den ausgeschiedenen Otto Schellknecht in den Provinziallandtag der Provinz Hannover nach und blieb bis zum Ende der Wahlperiode dort Abgeordneter für den Wahlbezirk Goslar-Stand und -Land und die Liste "Haus- und Grundbesitz".
Meyer war seit 1914 mit der Schauspielerin Anna Glenk verheiratet. Auf Initiative seiner Frau trug Meyer in Peine maßgeblich zum Bau des örtlichen Stadttheaters bei, den „Peiner Festsälen“. In Peine erinnert ein Gedenkstein an sein Wirken. Aus der Ehe ging eine Tochter, die Autorin Anna Margret Janovicz (1917–2017) hervor. Diese stellte im April 2015 als 98-Jährige ihr Buch Lebenserinnerungen... es war doch schön in einer Peiner Buchhandlung vor.